# Karagöz i Hacivat

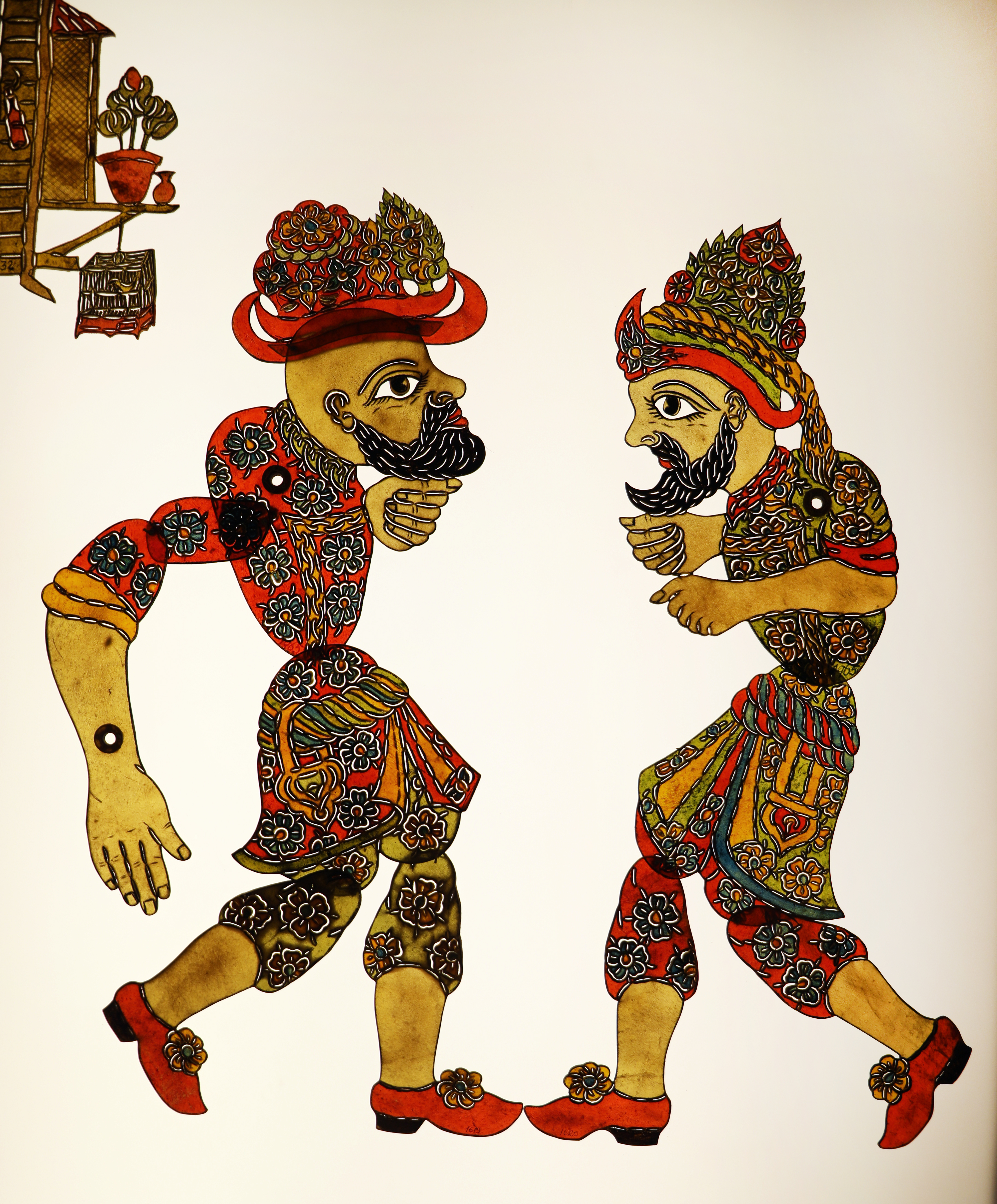
Karagöz i Hacivat

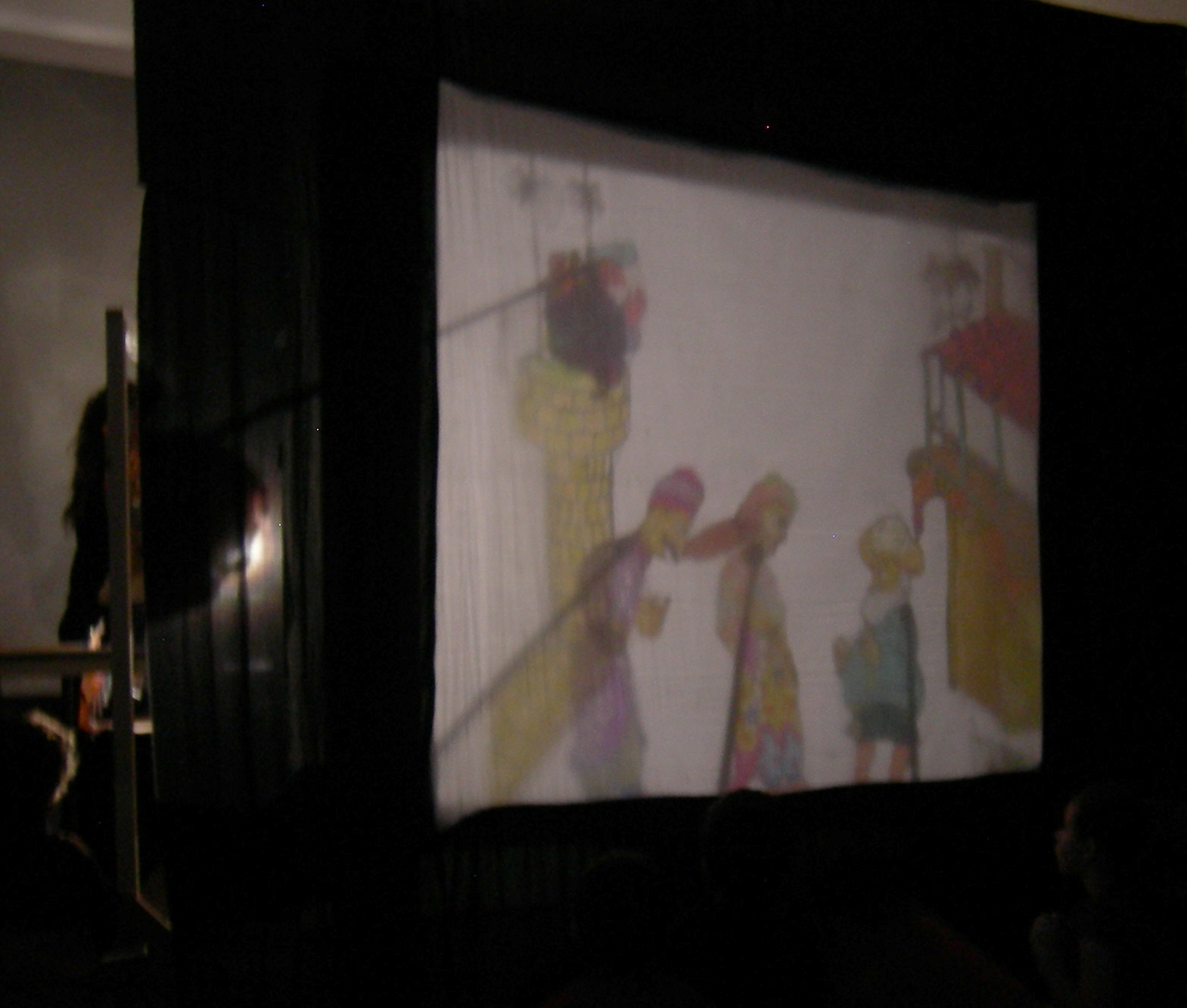
Espectacle de Karagöz, en 2007

Karagöz (en turc, literalment, ‘ull negre’) o ombres xineses turques és el teatre d'ombres tradicional de Turquia. El nom correspon a un dels dos personatges principals, Karagöz i Hacivat.
L'argument de les obres sol consistir a contrastar tots dos personatges: Karagöz representa un home illetrat, senzill, proper al públic, mentre que Hacivat pertany a una classe social més culta i s'expressa en turc otomà fent servir figures literàries i termes poètics.
En un origen aquest tipus de teatre es feia durant l'època del Ramadà, quan va esdevenir força popular a Turquia. Avui dia, però, ha esdevingut una mena de teatret per a nens.

## Història
L'origen del Karagöz no és prou conegut. Alguns sostenen que les primeres obres van celebrar-se per al soldà Selim I a Egipte, després de conquerir-lo el 1517, però segons l'escriptor Evliya Çelebi aquestes obres ja es representaven des de l'època de Baiazet I. Ja entrat el segle xvi, el gran Muftí Mehmet Ebussuud el-Imadi va emetre un permís per poder representar obres del Karagöz.
Karagöz i Hacivat van inspirar-se en dos treballadors que haurien entretingut els seus companys durant les obres de la mesquita de Bursa durant el regne d'Orhan. Van ser executats pel retard que va ocasionar en la construcció, però van esdevenir herois populars. Una de les versions de la llegenda diu que un de llurs companys va fabricar titelles per representar-los en escena.
El personatge de Karagöz sovint es representa com un home trampós, obscè i fins i tot violent. Els altres personatges tradicionals d'aquest tipus d'obres són el borratxo Tuzsuz Deli Bekir, representat sempre amb una ampolla de vi, el personatge de coll llarg Uzun Efe, l'opiòman Kanbur Tiryaki, sempre amb la pipa, el nan Altı Kariş Beberuhi, l'idiota Denyo, el malbaratador Civan i la desvergonyada Nigâr. De vegades també hi intervenen altres personatges, com ballarins, jinns, estrangers, un àrab que no parla turc, una minyona negra, un guardià albanès, un doctor grec, un armeni, un jueu, un persa...